# Aérodrome de Dieppe - Saint-Aubin
L’aérodrome de Dieppe - Saint-Aubin (code IATA : DPE • code OACI : LFAB) est un aérodrome ouvert à la circulation aérienne publique (CAP), situé sur la commune de Saint-Aubin-sur-Scie à 4 km au sud de Dieppe dans la Seine-Maritime (région Normandie, France).
Il est utilisé pour la pratique d’activités de loisirs et de tourisme (aviation légère, parachutisme).

## Situation
| \| 20 km1:570 000 \| Étrépagny Bernay · Saint-Martin Saint-André · de-l'Eure BAN Évreux-Fauville Alençon · Valframbert Argentan Bagnoles-de-l'Orne Flers · Saint-Paul L'Aigle · Saint-Michel Mortagne · au-Perche Avranches · Le Val-Saint-Père Lessay Cherbourg Granville · Mont-Saint-Michel Caen · Carpiquet Deauville Falaise · Mont d'Eraines Eu - Mers - Le Tréport Dieppe · Saint-Aubin Saint-Valery · Vittefleur Havre · St-Romain-de-Colbosc Rouen · Vallée Seine Havre · Octeville |
| 20 km1:570 000 |

## Histoire
Au début du siècle 1900,  les avions atterrissaient sur la plage de Dieppe et la police accourait pour la protection des nombreux curieux.
Au début des années 1920, les avions n'avaient plus le droit d'atterrir sur la plage mais au champ de manœuvres militaires.
Une loi est votée le 20 juin 1933, permettant aux Chambres de commerce et d'industrie (C.C.I.) de fonder et de gérer des aéroports. La Chambre de Commerce prend alors immédiatement l’initiative de créer un aérodrome à Dieppe.
La grande fréquentation devenant problématique, il était décidé le 20 mars 1931 à la plaine de Saint-Aubin, une réunion d'étude pour envisager à cet endroit la création d'un vaste aérodrome.
Les premières manifestations aériennes à Saint-Aubin intervenaient en 1933 à l'intérieur du circuit automobile.
L’aérodrome est ouvert le 23 juin 1934. Dès sa mise en service, son trafic est considéré, à l’époque, comme important avec environ 800 mouvements par an.
Le terrain est officiellement inauguré le 12 août 1934 par un premier meeting aérien.
L'aérodrome est réquisitionné pendant la Seconde Guerre mondiale pour servir de base à la RAF. L'armée de l'air allemande l'occupa ensuite pour y installer une escadrille de chasse. En septembre 1944, le terrain est repris par la RAF qui le remit aux autorités civiles françaises totalement détruit.
Dès le début de 1948, remis en état par la CCI, l'aérodrome était rouvert à la circulation aérienne.
À la fin de l'année 1950, la Chambre de commerce et d'industrie de Dieppe fit reconstruire son hangar-abri.
La décision de rallonger la piste a été prise par la municipalité de Dieppe et la Caisse des Dépôts et Consignations à la fin d'année 1969. La piste revêtue passait à 820 mètres en 1972 pouvant être rallongée à 1200 voire 1400 mètres si le trafic aérien le justifiait. La même année, est construite une voie de circulation et un parking revêtu. La piste était équipée d'un balisage nocturne et une tour de contrôle était érigée.
En 1976, la compagnie Lucas Air Transport assurait la ligne Londres-Dieppe-Deauville ou Dieppe-Londres en direct.
En 2014, l'aérodrome enregistrait environ 14 500 mouvements, dont 9 500 effectués par les ULM basés, 1 580 par l’aéroclub et 930 par les parachutistes dont 2 400 mouvements d’aéronefs non basés, français ou étrangers soit 12 000 passagers environ.
Depuis 2015, la CCI demande un classement en terrain douanier pour permettre de se rendre au Royaume-Uni depuis l’aérodrome de Dieppe mais à ce jour elle n'a reçu aucune réponse. Les avions sont obligés d'atterrir d'abord sur l'aéroport du Touquet, Rouen ou Abbeville pour effectuer les formalités douanières.
En 2017, l'aérodrome accueillait 1200 avions non basés par an dont 10% hors espace Schengen.
La CCI Rouen-Métropole a revu l'organisation de l'aérodrome de Dieppe. La gestion de l'équipement a été confiée aux Ailes d'Albâtre, une entreprise d'ULM implantée sur le site en 2019.
La ville de Dieppe étant retenue par le Comité Olympique, Dieppe pourrait accueillir des équipes de rugby et l'aérodrome devrait voir atterrir des avions privés lors des jeux olympiques de Paris en 2024.

## Installations
L’aérodrome dispose de deux pistes orientées est-ouest (13/31) :
- une piste bitumée longue de 820 mètres et large de 30. Elle est dotée d’un balisage diurne et nocturne  ;
- une piste en herbe longue de 600 mètres et large de 60.

L’aérodrome n’est pas contrôlé. Les communications s’effectuent sur la fréquence de 119,005 MHz en auto-information.
S’y ajoutent :
- une aire de stationnement ;
- des hangars ;
- une station d’avitaillement en carburant (100LL et Jet A1)[9].

## Activités
- Aéro-club de Dieppe Commandant Fayolle
- Les Ailes d’Albâtre ULM
- Air Libre Parachutisme